# Arthur Pue Gorman
Arthur Pue Gorman (ur. 11 marca 1839 roku – zm. 4 czerwca 1906 roku w Waszyngtonie) – amerykański polityk związany z Partią Demokratyczną. Dwukrotnie, najpierw w latach 1881–1899 i ponownie od 1903 roku aż do śmierci w 1906 roku był przedstawicielem stanu Maryland w Senacie Stanów Zjednoczonych.